# Guillaume de Sax
Guillaume-Henri-Robert, comte de Ségur-Lamoignon, connu sur scène sous le nom Guillaume de Sax, est un acteur français, né le 23 décembre 1889 à Paris dans le 8e et mort le 6 novembre 1945 à Paris dans le 16e.

## Biographie
Il est le fils de Rosa Maria Arguelles (1867-1923) et du comte Louis de Ségur-Lamoignon, officier de cavalerie, puis président de la Compagnie des wagons-lits, le petit-fils d'Edgar de Ségur-Lamoignon et l'arrière petit-fils de la comtesse de Ségur, née Sophie Rostopchine, célèbre écrivaine pour la jeunesse. 
Sur la scène du Casino de Paris, il donne la réplique en 1934 à la comédienne Cécile Sorel qu'il a épousé en 1926. Au cinéma, il interprète entre 1937 et 1945 des seconds rôles dans une trentaine de films.

## Filmographie
- 1937 : Les Gens du voyage de Jacques Feyder
- 1938 : Ernest le rebelle de Christian-Jaque
- 1938 : J'étais une aventurière de Raymond Bernard
- 1938 : Le Récif de corail de Maurice Gleize
- 1938 : Trois Valses de Ludwig Berger
- 1938 : Deuxième bureau contre Kommandantur de René Jayet et Robert Bibal
- 1938 : Un de la Canebière de René Pujol
- 1939 : Angélica de Jean Choux
- 1939 : L'Or du Cristobal de Jean Stelli
- 1939 : Rappel immédiat de Léon Mathot
- 1941 : Mam'zelle Bonaparte de Maurice Tourneur
- 1941 : Ne bougez plus de Pierre Caron
- 1941 : Péchés de jeunesse de Maurice Tourneur
- 1942 : L'Amant de Bornéo de Jean-Pierre Feydeau et René Le Hénaff
- 1942 : Défense d'aimer de Richard Pottier
- 1942 : La Fausse Maîtresse d'André Cayatte
- 1942 : Forte Tête de Léon Mathot
- 1942 : La Main du diable de Maurice Tourneur
- 1942 : Picpus de Richard Pottier
- 1942 : Pontcarral, colonel d'Empire de Jean Delannoy
- 1942 : La Vie de bohème de Marcel L'Herbier
- 1942 : Le Voyageur de la Toussaint de Louis Daquin
- 1943 : Adémaï bandit d'honneur de Gilles Grangier
- 1943 : La Ferme aux loups de Richard Pottier
- 1943 : Vautrin de Pierre Billon
- 1943 : Vingt-cinq ans de bonheur de René Jayet
- 1944 : Farandole d'André Zwobada
- 1945 : Les Clandestins d'André Chotin
- 1945 : L'Invité de la onzième heure de Maurice Cloche

## Théâtre
- 1946 : Ce soir je suis garçon ! d'Yves Mirande & André Mouëzy-Éon, mise en scène Jacques Baumer,  théâtre Antoine[3]